# Meinrad Dreher (Orgelbauer)
Meinrad Dreher (* 30. Januar 1763 in Illereichen; † 13. März 1838 ebenda) war deutscher Orgelbauer, der in Oberschwaben wirkte.

## Leben
Biografisch ist über Dreher wenig bekannt. Er wuchs als Sohn eines Schreiners auf und erlernte das Orgelbauhandwerk bei Meinrad Ellenrieder in Mindelheim. Zudem war er mindestens acht Jahre bei Johann Nepomuk Holzhey tätig. Um 1790 trat Dreher als Meistergeselle zusammen mit Holzhey beim Umbau der Hauptorgel in Kloster Obermarchtal auf. 1790 machte Dreher sich in seiner Geburtsstadt als Orgelbauer selbstständig.
Sein Sohn Joseph Anton Dreher (1794–1849) erlernte ebenfalls den Orgelbau und übernahm die väterliche Werkstatt.

## Werkliste
Die Liste gibt alle bisher von Dreher bekannten Werke wieder.
| Jahr | Ort          | Gebäude            | Bild | Manuale | Register | Bemerkungen |
| ---- | ------------ | ------------------ | ---- | ------- | -------- | --- |
| 1790 | Illereichen  |                    |      |         |          | Umbau |
| 1798 | Dietershofen | Hl. Dreifaltigkeit |      |         |          | Vollendung eines Orgelneubaus |
| 1801 | Oberroth     | St. Stephan        |      |         |          | Neubau; nicht erhalten |
| 1807 | Alberweiler  | St. Ulrich         |      | I       | 7        | Neubau |
| 1814 | Zwiefalten   | Münster            |      | II/P    | 23       | Reparatur und Überführung der Chororgel von Joseph Gabler an die Stelle der Hauptorgel |
| 1828 | Memmingen    | St. Martin         |      | II/P    | 24       | Renovierungsumbau der Orgel von Andreas Schneider; Pedalerweiterung um zwei Zungenstimmen → Orgel von St. Martin (Memmingen)                                                                    |
| 1832 | Mindelheim   | Mariä Verkündigung |      | II      | 18       | Reparatur und Erweiterung des Pedals um zwei Register, zusammen mit seinem Sohn Joseph Anton Dreher; Gehäuse eines unbekannten Orgelbauers von 1722 erhalten; mehrere Umbauten → Artikel: Orgel |